# Liste englischsprachiger Theologen
Dieser Artikel bietet eine Liste englischsprachiger Theologen geordnet nach Geburtsjahr.

## Geboren im 13. Jahrhundert
- Johannes Duns Scotus (≈1266–1308)
- Wilhelm von Ockham (≈1288–1347)

## Geboren im 14. Jahrhundert
- John Wyclif (≈1330–1384)
- Juliana von Norwich (≈1342–1416)

## Geboren im 15. Jahrhundert
- William Tyndale (≈1484–1536)
- Thomas Cranmer (1489–1556)

## Geboren im 16. Jahrhundert
- Richard Cox (≈1500–1581)
- Matthew Parker (1504–1575)
- John Knox (≈1514–1572)
- William Whittingham (≈1524–1579)
- William Whitaker (1548–1595)
- Richard Hooker (1554–1600)
- James Arminius (1560–1609)
- John Smyth (≈1566–1612)
- Zacharias Boyd (1585–1653)

## Geboren im 17. Jahrhundert
- Owen Feltham (≈1602–1668)
- Richard Baxter (1615–1691)
- John Owen (1616–1683)
- Francis Turretin (1623–1687)
- George Fox (1624–1691)
- John Flavel (1627–1691)
- George Bull (1634–1710)
- Thomas Burnet (≈1635–1715)
- John Gill (1697–1771)

## Geboren im 18. Jahrhundert
- Jonathan Edwards (1703–1758)
- John Wesley (1703–1791), methodistisch
- Charles Wesley (1707–1788)
- George Whitefield (1714–1770)
- John Fletcher (1729–1785)
- Adam Clarke (1762–1832)
- Archibald Alexander (1772–1851)
- Nathan Bangs (1778–1862)
- Richard Watson (1781–1833)
- Charles Grandison Finney (1792–1875)
- Wilbur Fisk (1792–1839)
- Charles Hodge (1797–1878)

## Geboren im 19. Jahrhundert
- John Henry Newman (1801–1890), römisch-katholisch
- John Miley (1813–1895)
- William Burt Pope (1822–1903)
- A. A. Hodge (1823–1886)
- Andrew Murray (1828–1917), reformiert
- William Booth (1829–1912), Heilsarmee
- Frederic William Farrar (1831–1903)
- Charles Haddon Spurgeon (1834–1892), baptistisch
- Arthur Tappan Pierson (1837–1911), presbyterianisch
- Cyrus I. Scofield (1843–1921), evangelikal
- Albert Benjamin Simpson (1843–1919), presbyterianisch
- Borden Parker Bowne (1847–1910)
- Hugh Price Hughes (1847–1902)
- B. B. Warfield (1851–1921)
- Reuben Archer Torrey (1856–1928), evangelikal
- Oswald Chambers (1874–1917), baptistisch
- H. Orton Wiley (1877–1961)
- Edwin Lewis (1881–1959)
- John Gresham Machen (1881–1937), presbyterianisch
- Edgar Sheffield Brightman (1884–1953)
- Eli Stanley Jones (1884–1973), methodistisch
- Paul Tillich (1886–1965)
- Georgia Harkness (1891–1974)
- Reinhold Niebuhr (1892–1971)
- H. Richard Niebuhr (1894–1962)
- Fulton Sheen (1895–1979)
- Cornelius Van Til (1895–1987)
- Dorothy Day (1897–1980)
- Leonard Feeney (1897–1978)
- John Murray (1898–1975)

## Geboren im 20. Jahrhundert
- Gordon Clark (1902–1985)
- Bernard Lonergan (1904–1984)
- Albert C. Outler (1908–1989)
- Lesslie Newbigin (1909–1998), anglikanisch
- F. F. Bruce (1910–1990)
- John F. Walvoord (1910–2002), evangelikal
- Francis Schaeffer (1912–1984), presbyterianisch
- Carl F. H. Henry (1913–2003)
- Anthony A. Hoekema (1913–1988)
- Thomas F. Torrance (1913–2007)
- Bruce Metzger (1914–2007), reformiert
- Thomas Merton (1915–1968), katholisch
- Donald Guthrie (1916–1992), baptistisch
- Edmund Clowney (1917–2005)
- Avery Kardinal Dulles (1918–2008)
- Billy Graham (1918–2018), baptistisch
- J. Kenneth Grider (1921–2006)
- John Stott (1921–2011), anglikanisch
- Albert C. Sundberg (1921–2006), reformiert
- Jaroslav Pelikan (1923–2006), orthodox
- Arthur Peacocke (1924–2006), anglikanisch
- John B. Cobb (1925–2024), methodistisch
- Charles C. Ryrie (1925–2016), evangelikal
- John Meyendorff (1926–1992)
- James I. Packer (1926–2020), anglikanisch
- John Howard Yoder (1927–1997), mennonitisch
- Martin E. Marty (1928–2025)
- Jay E. Adams (1929–2020), presbyterianisch
- David Bosch (1929–1992), reformiert
- Letty Russell (1929–2007)
- John Polkinghorne (1930–2021), anglikanisch
- Thomas C. Oden (1931–2016), methodistisch
- Gene Edwards (1932–2022), baptistisch
- Norman Geisler (1932–2019), evangelikal
- Zane C. Hodges (1932–2008), evangelikal
- Henri Nouwen (1932–1996), römisch-katholisch
- Eugene H. Peterson (1932–2018), presbyterianisch
- Brennan Manning (1934–2013), Franziskaner
- Rembert Truluck (1934–2008)
- Kallistos Ware (1934–2022), orthodox
- John Wimber (1934–1997), Quäker, charismatisch
- Dallas Willard (1935–2013), evangelikal
- Rosemary Radford Ruether (1936–2022)
- Clark Pinnock (1937–2010)
- Edwin M. Yamauchi (1937–), evangelikal
- Gordon MacDonald (1938–), evangelikal
- John Frame (1939–)
- Darrell Guder (1939–), presbyterianisch
- John F. MacArthur (1939–2025), evangelikal
- Josh McDowell (1939–), evangelikal
- Ronald James Sider (1939–2022), mennonitisch
- R. C. Sproul (1939–2017), reformiert
- David Tracy (1939–2025)
- Stanley Hauerwas (1940–), methodistisch
- Richard J. Foster (1942–), Quäker
- Mike Yaconelli (1942–2003), evangelikal
- Arnold Fruchtenbaum (1943–), evangelikal
- Luke Timothy Johnson (1943–), katholisch
- Richard Rohr (1943–), Franziskaner
- Lawrence J. Crabb (1944–2021), presbyterianisch
- Richard Bauckham (1946–), anglikanisch
- Donald A. Carson (1946–), evangelikal
- William Willimon (1946–), evangelikal
- Leonard Sweet (1947–), methodistisch
- John Barton (1948–), anglikanisch
- Marva Dawn (1948–)
- Wayne Grudem (1948–), evangelikal
- Richard B. Hays (1948–), methodistisch
- Jim Wallis (1948–), evangelikal
- N. T. Wright (1948–), anglikanisch
- William Lane Craig (1949–), evangelikal
- Stanley Grenz (1950–2005), baptistisch
- Timothy Keller (1950–2023), presbyterianisch
- Bill Hybels (1951–), evangelikal
- John S. Kloppenborg (1951–)
- Ben Witherington (1951–), evangelikal
- Alister McGrath (1953–), anglikanisch
- Scot McKnight (1953–), baptistisch
- Troy Perry (1953–)
- Rick Warren (1954–), baptistisch
- Dale Allison (1955–)
- Craig Blomberg (1955–), evangelikal
- Nicky Gumbel (1955–), anglikanisch
- Max Lucado (1955–), evangelikal
- John Piper (1955–), evangelikal
- Mona West (1955–)
- Nancy Wilson (1955–)
- Peter Scazzero (1956–), evangelikal
- Miroslav Volf (1956–), anglikanisch
- John Ortberg (1957–), presbyterianisch
- Robert A. J. Gagnon (1958–)
- Erwin Raphael McManus (1958–), baptistisch
- James Alison (1959–)
- Alan Hirsch (1959–), evangelikal
- Dan Kimball (1960–), evangelikal
- Michael Frost (1961–), evangelikal
- Gary L. Thomas (1961–), evangelikal
- Elizabeth Stuart (1963–)
- Michael Horton (1964–)
- David Bentley Hart (1965–), orthodox
- Francis Chan (1967–), evangelikal
- Tony Jones (1968–)
- Rob Bell (1970–), evangelikal
- Mark Driscoll (1970–), evangelikal
- Ian Mobsby
- Andrew Purves